# هويل كوب (سياسي)
هويل كوب (بالإنجليزية: Howell Cobb) هو سياسي أمريكي، ولد في 3 أغسطس 1772 في مقاطعة غرانفيل في الولايات المتحدة، وتوفي في 26 مايو 1818. حزبياً، نشط في الحزب الجمهوري الديمقراطي. وقد انتخب عضو مجلس النواب الأمريكي.